# أوسامو واتانابي
أوسامو واتانابي (باليابانية: 渡辺長武؛ بالكانا: わたなべ おさむ) هو مصارع هاوي ياباني، ولد في 21 أكتوبر 1940 في واسامو ‏ في اليابان...

## وصلات خارجية
- أوسامو واتانابي على موقع قاعدة بيانات المصارعة الدولية (الإنجليزية)
- أوسامو واتانابي على موقع أوليمبيديا (الإنجليزية)
- أوسامو واتانابي على موقع الموسوعة البريطانية (الإنجليزية)